# Hermann Carl George Brandt
Hermann Carl George Brandt (Bruchhausen-Vilsen, 1850. december 15. – Clinton, New York (állam), 1920. december 20.) amerikai-német nyelvész.

## Életrajza
A németországbeli Vilsenben született. 1872-ben diplomázott a New York állambeli clintoni Hamilton College-ben. 1874 és 1876 között az intézményben tanított. 1883-ban a német nyelv és irodalom professzora lett Hamiltonban, élete hátralévő részét is itt töltötte. Kiadott egy német-angol és angol-német szótárt.

## Fordítás
- Ez a szócikk részben vagy egészben  a   Hermann Carl George Brandt című angol Wikipédia-szócikk fordításán alapul.  Az eredeti cikk szerkesztőit annak laptörténete sorolja fel. Ez a jelzés csupán a megfogalmazás eredetét és a szerzői jogokat jelzi, nem szolgál a cikkben szereplő információk forrásmegjelöléseként.